# Chorisoneura lopesi
Chorisoneura lopesi är en kackerlacksart som beskrevs av Rocha e Silva 1957. Chorisoneura lopesi ingår i släktet Chorisoneura och familjen småkackerlackor. Inga underarter finns listade i Catalogue of Life.